# Sataraš
Sataraš je jelo od povrća. Poslužuje se kao toplo predjelo, prilog mesnom jelu ili samostalan obrok uz rižu ili krumpir. 
Kao i ratatouille, sataraš je ukusan i hladan, nakon što se prožmu sastojci. Najčešće se priprema od crvenog luka, paprike i rajčica, a često se priprema i uz dodatak tikvica, patlidžana i mrkve. Od začina se dodaje sol,a po želji žličica šećera, papar i mravinac. Jelo se priprema u širokoj tavi kako bi tekućina brže isparila, a povrće zadržalo željenu čvrstoću.
Razna slična jela se mogu naći širom srednje i južne Europe, uključujući mađarski lecsó.